# Xoắn buồng trứng
Xoắn buồng trứng (ovarian torsion -  OT) là khi sự gắn kết của buồng trứng vào các cấu trúc khác bị xoắn lại, do đó lưu lượng máu đến buồng trứng bị giảm. Các triệu chứng thường bao gồm đau vùng chậu ở một bên. Mặc dù triệu chứng kinh điển là cơn đau đột ngột khi khởi phát, nhưng điều này không phải lúc nào cũng đúng.  Các triệu chứng khác có thể bao gồm buồn nôn.  Các biến chứng có thể bao gồm nhiễm trùng, chảy máu hoặc vô sinh.
Các yếu tố nguy cơ bao gồm u nang buồng trứng, mở rộng buồng trứng, khối u buồng trứng, mang thai, điều trị sinh sản và thắt ống dẫn trứng trước đó. Chẩn đoán có thể được hỗ trợ bằng siêu âm được thực hiện qua âm đạo hoặc chụp CT, nhưng những điều này không loại trừ hoàn toàn chẩn đoán.  Phẫu thuật là phương pháp chẩn đoán chính xác nhất.
Điều trị bằng cách phẫu thuật để không bị thương và cố định buồng trứng tại chỗ hoặc để loại bỏ nó. Buồng trứng thường sẽ hồi phục, ngay cả khi tình trạng này đã xuất hiện một thời gian. Ở những người đã bị xoắn buồng trứng trước đó, có 10% khả năng người khác cũng sẽ bị ảnh hưởng. Chẩn đoán tương đối hiếm, ảnh hưởng đến khoảng 6 trên 100.000 phụ nữ mỗi năm. Mặc dù nó thường xảy ra ở những người trong độ tuổi sinh sản, nó có thể xảy ra ở mọi lứa tuổi.

## Dấu hiệu và triệu chứng
Bệnh nhân bị xoắn buồng trứng thường xuất hiện đột ngột đột ngột và thường đau bụng dưới đơn phương, trong 70% trường hợp kèm theo buồn nôn và nôn.

## Sinh lý bệnh
Sự phát triển của một khối buồng trứng có liên quan đến sự phát triển của xoắn. Trong những năm sinh sản, sự phát triển thường xuyên của u nang hoàng thể lớn là một yếu tố rủi ro cho sự luân chuyển. Tác động hàng loạt của khối u buồng trứng cũng là một nguyên nhân phổ biến của xoắn. Xoắn buồng trứng thường xảy ra với xoắn ống dẫn trứng cũng như trên cuống mạch máu chung của chúng xung quanh dây chằng rộng, mặc dù trong một số trường hợp hiếm gặp, buồng trứng quay quanh màn bờ treo buồng trứng hoặc ống dẫn trứng xoay quanh màng treo vòi noãn. Trong 80%, xoắn xảy ra đơn phương, với đa số nhẹ ở bên phải.